# Sneaky Sound System
Sneaky Sound System är ett australiskt band som spelar dansmusik. Största framgången är singeln Pictures (2006) som har toppat listorna i Australien.